# Partnerstad

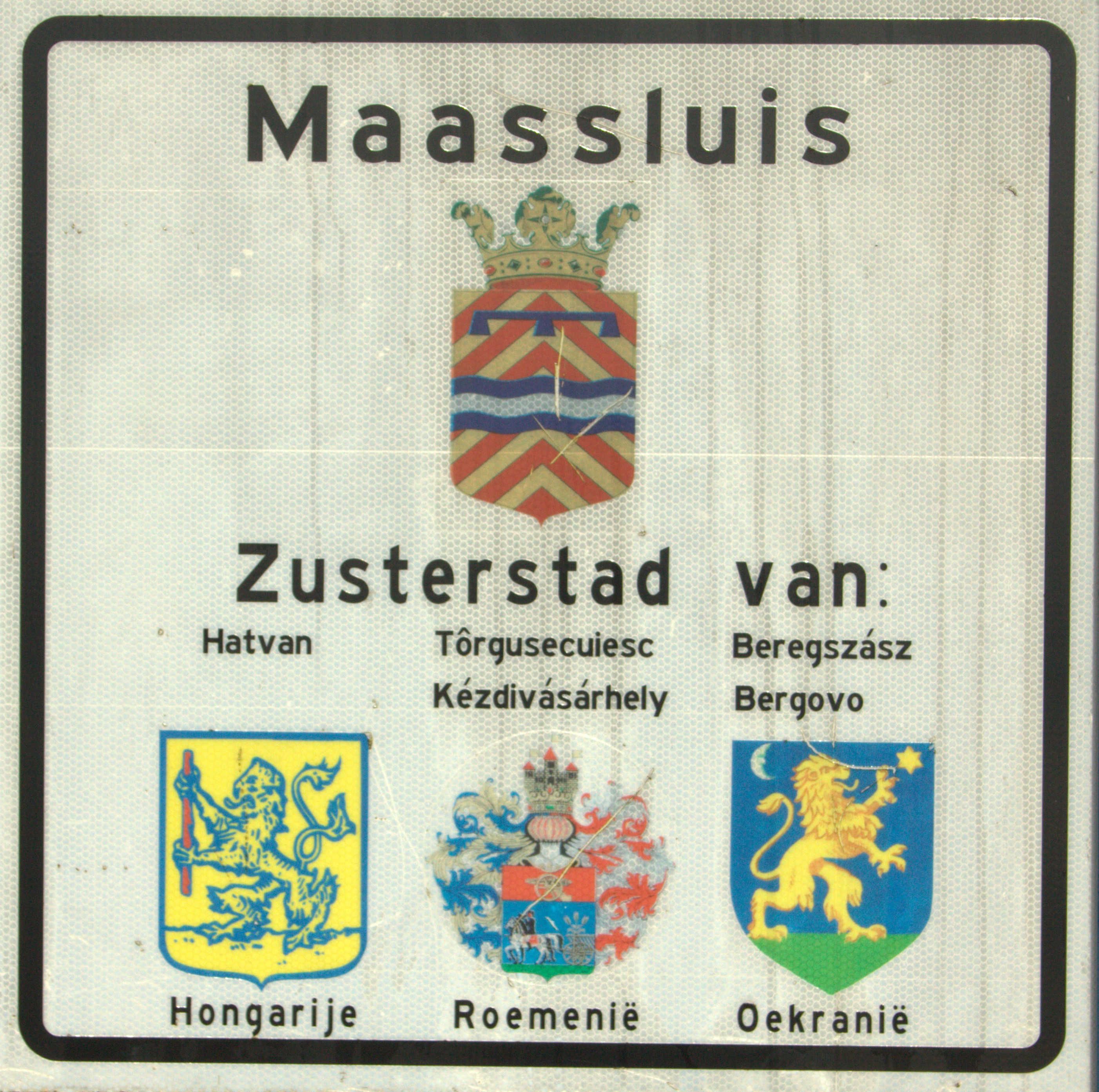
Zustersteden van Maassluis

Een partnerstad (of zusterstad) is een plaats (vaak een stad, ook wel een dorp), meestal in een ander land, waar een gemeente vriendschappelijke contacten mee onderhoudt. Dit verband wordt jumelage genoemd. Vaak gaan de contacten zo ver dat de partnersteden elkaar over en weer bijstaan. Dit wordt dan een stedenband genoemd. De stedenbanden worden onderhouden door de gemeente zelf of een of meer particuliere organisaties binnen deze gemeente.
Stedenbanden ontstonden in het midden van de 20e eeuw. Een eerste stedenband werd gesloten tussen Orléans (Frankrijk) en Dundee (Verenigd Koninkrijk) in 1946. Stedenbanden werden gezien als middel tot verzoening na de Tweede Wereldoorlog en om vrede en begrip tussen de volkeren te bevorderen. In 1950 werden Montbéliard (Frankrijk) en Ludwigsburg (Duitsland) zustersteden en tegen 1963 waren er al 120 stedenbanden tussen Franse en Duitse steden. Duitsland en daarna Frankrijk zijn anno 2022 nog steeds de Europese landen met de meeste stedenbanden. Vanaf de jaren 1960 kwamen er ook stedenbanden tussen landen aan beide zijden van het IJzeren Gordijn. Vanaf de jaren 1970 en 1980 sloten Europese steden ook stedenbanden met steden buiten Europa. Het ging dan vaak om solidariteit tussen het rijke noorden en het armere zuiden.
In sommige gevallen wordt er een partnerplaats gevonden die qua benaming (bijna) hetzelfde is. 
- Tollebeek (gemeente Noordoostpolder, Nederland) -  Tollembeek (gemeente Galmaarden, België)
- Nieuwpoort (gemeente Molenlanden, Nederland) - Nieuwpoort (België)
- Essen (België) - Essen (Noordrijn-Westfalen)
- Soest (Nederland) - Soest (Duitsland) (Noordrijn-Westfalen)
- Epe (Nederland) - Epe (gemeente Gronau, Duitsland)
- Dordrecht (Nederland) -  Dordrecht (Zuid-Afrika)
- Zwijndrecht (Nederland) - Zwijndrecht (België)
- Bocholt (België) - Bocholt (Duitsland)
- Nieuwstadt gemeente Echt-Susteren is sinds 2012 lid van de partner-organisatie Neustadt in Europa, die uit ruim 35 Europese gemeenten bestaat.